# Xu Shen
Xu Shen (许慎 / 許慎, xǔ shèn v. 58 – 147), est un philologiste chinois de l'époque de la dynastie Han occidentaux, auteur du Shuowen Jiezi (chinois simplifié : 说文解字 ; chinois traditionnel : 說文解字 ; pinyin : shuōwén jiězì), premier dictionnaire étymologique du chinois.